# Escarpament Mau
Escarpament Mau és un escarpament d'una falla al llarg de la vora occidental de la Gran Vall del Rift de Kenya. La part superior de l'escarpament arriba aproximadament fins a uns 3.000 m sobre el nivell del mar, i té més de 1000 m des de sòl de la Vall del Rift.
La seva cresta està coberta per un gran bosc (Mau Forest). Al sud, els boscos són més oberts, i l'altiplà baixa cap a un terreny obert, cap a les planes de Dogilani.